# غوستاف مولر (منافس ألعاب قوى)
غوستاف مولر (بالسويدية: Gösta Möller)‏ هو منافس ألعاب قوى سويدي، ولد في 15 يونيو 1887 في كارلسكرونا في السويد، وتوفي في 23 سبتمبر 1983.

## وصلات خارجية
- غوستاف مولر على موقع أوليمبيديا (الإنجليزية)
- غوستاف مولر على موقع اللجنة الأولمبية السويدية (السويدية)